# Володино (Ленинградская область)
Володино — деревня в Самойловском сельском поселении Бокситогорского района Ленинградской области.

## История
ВОЛОДИНО — деревня Плутинского общества, прихода Озерского погоста.

Крестьянских дворов — 8. Строений — 11, в том числе жилых — 10. Жители занимаются рубкой, возкой и сплавом леса.

Число жителей по семейным спискам 1879 г.: 22 м. п., 32 ж. п.; по приходским сведениям 1879 г.: 23 м. п., 34 ж. п.

В конце XIX — начале XX века деревня административно относилась к Деревской волости 5-го земского участка 3-го стана Тихвинского уезда Новгородской губернии.

ВОЛОДИНО — деревня Плутинского общества, число дворов — 11, число домов — 16, число жителей: 41 м. п., 30 ж. п.; Занятия жителей: земледелие. Река Тихвинка. (1910 год)

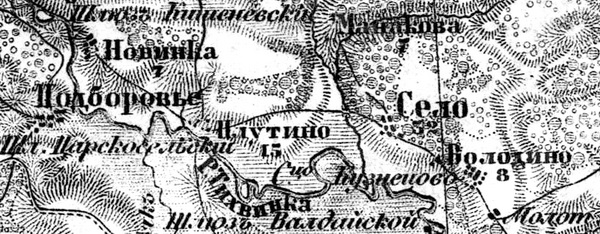
Деревня Володино на карте 1917 года

Согласно военно-топографической карте Новгородской губернии издания 1917 года, деревня насчитывала 8 крестьянских дворов.
По данным 1933 года деревня Володино входила в состав Окуловского сельсовета Ефимовского района.
По данным 1966 и 1973 годов деревня Володино входила в состав Окуловского сельсовета Бокситогорского района.
По данным 1990 года деревня Володино входила в состав Самойловского сельсовета.
В 1997 году в деревне Володино Самойловской волости проживали 8 человек, в 2002 году — 5 человек (все русские).
В 2007 году в деревне Володино Самойловского СП проживали 5 человек, в 2010 году — 8.

## География
Деревня расположена в северо-западной части района на автодороге 41К-295 (Окулово — Володино).
Расстояние до административного центра поселения — 19 км.
Расстояние до ближайшей железнодорожной станции Пикалёво на линии Волховстрой I — Вологда — 24 км. 
Деревня находится на правом берегу реки Тихвинки.

## Демография
| 1997 | 2002 | 2007 | 2010 | 2017 |
| ---- | ---- | ---- | ---- | ---- |
| 8    | ↘5   | →5   | ↗8   | ↘1   |